# Sidi Hmad Ou Hamed
Sidi Hmad Ou Hamed  (in arabo سيدي احمد أوحامد‎?) è un centro abitato e comune rurale del Marocco situato nella provincia di Essaouira, regione di Marrakech-Safi. Conta una popolazione di 4 034 abitanti (censimento 2014).